# 切空间

切空間 和切向量 ，沿著曲面穿梭

切空间（Tangent space）是在某一点所有的切向量组成的线性空间。向量（切向量）存在多种定义。直观的讲，如果所研究的流形（Manifold）是一个三维空间中的曲面，则在每一点的切向量，就是和该曲面相切的向量，切空间就是和该曲面相切的平面。

## 非正式描述
一個n维的流形可理解为由多个同为n维的曲面（超曲面）。一般情況下，因为所有流形可以嵌入欧几里得空间，流形上的光滑函數就是欧几里得空间中的光滑函數。欧几里得空间的優勢在于可以進行微分，透過微分流形（differential manifold）的代數關係，可以將欧几里得空间中的微積分搬上光滑流形。切空间也可以理解为在该点和流形相切的欧几里得空间的仿射子空间（affine space）。
所有切線空間可以“膠合在一起”，並形成基於原流形兩倍維度的可微分流形（differentiable manifold），稱之流形的切叢（tangent bundle）。

## 正式定義
上述的非正式描述依賴於嵌入在較大向量空間 Rm, 使得切向量可以從流形延伸出到更大的空間。切空间更好的定义不依赖于这种嵌入，例如，切向量可以定义为通过该点的曲线的等价类，或者是对光滑函数在该点的在某个方向上的求导。但所有这些定义都是等价的。雖然通過曲線的速度的定義是直觀上最簡單的，但是也是挺麻煩的工作。更加優雅和抽象的方法描述如下。

### 曲線速度定義
在嵌入的流形圖（manifold picture）中，點x處的切向量被認為是通過點x的曲線的“速度”。因此，我們可以取切向量作為通過x的曲線的等價類（equivalence class），而在x處彼此相切。
假設 M是Ck流形(k ≥ 1)，x是M中的點。選擇圖表 ： φ : U → Rn，其中U是包含x的M的開子集。假設兩個曲線γ1 : (−1,1) → M 和 γ2 : (−1,1) → M，其中γ1(0) = γ2(0) = x，使得φ ∘ γ1和 φ ∘ γ2都可以在0處微分。然後，如果在0處的正常導數（ordinary derivatives）φ ∘ γ1與φ ∘ γ2在0處的正常導數一致（coincide），則γ1 和 γ2在0處被稱為等價。這定義此曲線上的等價關係，並且等價類被稱為在x處的 M的切線向量。

### 導數定義
假設M是C∞流形。如果f ∘ φ−1對於每個圖表： φ : U → Rn是無限可微的，則實值函數f : M → R屬於C∞(M)。C∞(M)是點積乘積（pointwise product）和函數總和（sum of functions）與標量乘法（scalar multiplication）的實關聯代數（associative algebra）。
在M中選擇一個點x。在x處的導數是線性映射D : C∞(M) → R，其具有對於C∞(M)中的所有f, g的性質：
{\displaystyle D(fg)=D(f)\cdot g(x)+f(x)\cdot D(g)}
根據微積分的乘法規則（product rule）建模。如果我們為這樣的導數定義加法和標量乘法
{\displaystyle (D_{1}+D_{2})(f)=D_{1}(f)+D_{2}(f)}
以及
{\displaystyle (\lambda D)(f)=\lambda D(f)}
我們得到一個實際的向量空間，我們定義為切空間TxM。 

### 餘切空間的定義
再一次，我們從C∞流形M 開始，並且點x 在M中。考慮由所有函數f 組成的C∞(M)中的理想I，使得f(x) = 0。也就是說，定義通過x的曲線或表面之類的函數。然後I和I  2是實向量空間，並且TxM可以被定義為商空間（quotient space ）I / I 2的對偶空間（dual space）。後者之商空間也被稱為x處的流形M 之餘切空間。

## 屬性
如果 M是Rn的開子集（open subset），則 M是C∞流形的自然形式（將圖視為恆等函數），並且切線空間都自然以Rn加以識別。

### 正切向量作為方向性導數
另一種考慮切向量的方法是方向導數。給定Rn中的向量v定義了在點x處的平滑映射f : Rn → R的方向導數
{\displaystyle D_{v}f(x)=\left.{\frac {d}{dt}}f(x+tv)\right|_{t=0}=\sum _{i=1}^{n}v^{i}{\frac {\partial f}{\partial x^{i}}}(x).}
這個映射是自然的導數。此外，結果是C∞(Rn)的每個推導具有這種形式。因此，在向量（在一點被認為是切向量）和導數之間存在一對一映射。 

### 映射導數
每個平滑（或可微）流形的映射φ : M → N在相應的切線空間之間引導自然線性映射：
{\displaystyle \mathrm {d} \varphi _{x}\colon T_{x}M\to T_{\varphi (x)}N.}
如果切線空間通過曲線定義，則地圖定義為
{\displaystyle \mathrm {d} \varphi _{x}(\gamma '(0))=(\varphi \circ \gamma )'(0).}
相反，如果通過導數定義切線空間，則
{\displaystyle [\mathrm {d} \varphi _{x}(D)](f)=D(f\circ \varphi ).}
其中，D是定义在M上点x的导数，而f 是C∞(N)中的任意元素，f 复合φ则是C∞(M)中的元素。任意选取f 时，[dφx(D)]自然成为一个定义在N上点φ(x)的导数.
線性圖dφx被稱為x的導數、總導數、微分或前推（pushforward）。它經常用各種符號表示：
{\displaystyle D\varphi _{x},\quad (\varphi _{*})_{x},\quad \varphi '(x).}
在某種意義上，導數是對於x附近的φ的最佳線性近似。注意，當N = R時，映射dφx : TxM → R與函數φ的微分的通常概念一致。在局部坐標中，φ的導數可由雅可比矩陣給出。